# Kagamiishi
Kagamiishi (jap. 鏡石町 Kagamiishi-machi) – miasto w Japonii, na wyspie Honsiu, w prefekturze Fukushima. Według danych na rok 2020 miejscowość zamieszkiwało 12 318 mieszkańców , a gęstość zaludnienia wyniosła 393,5 os./km².